# Не верю!

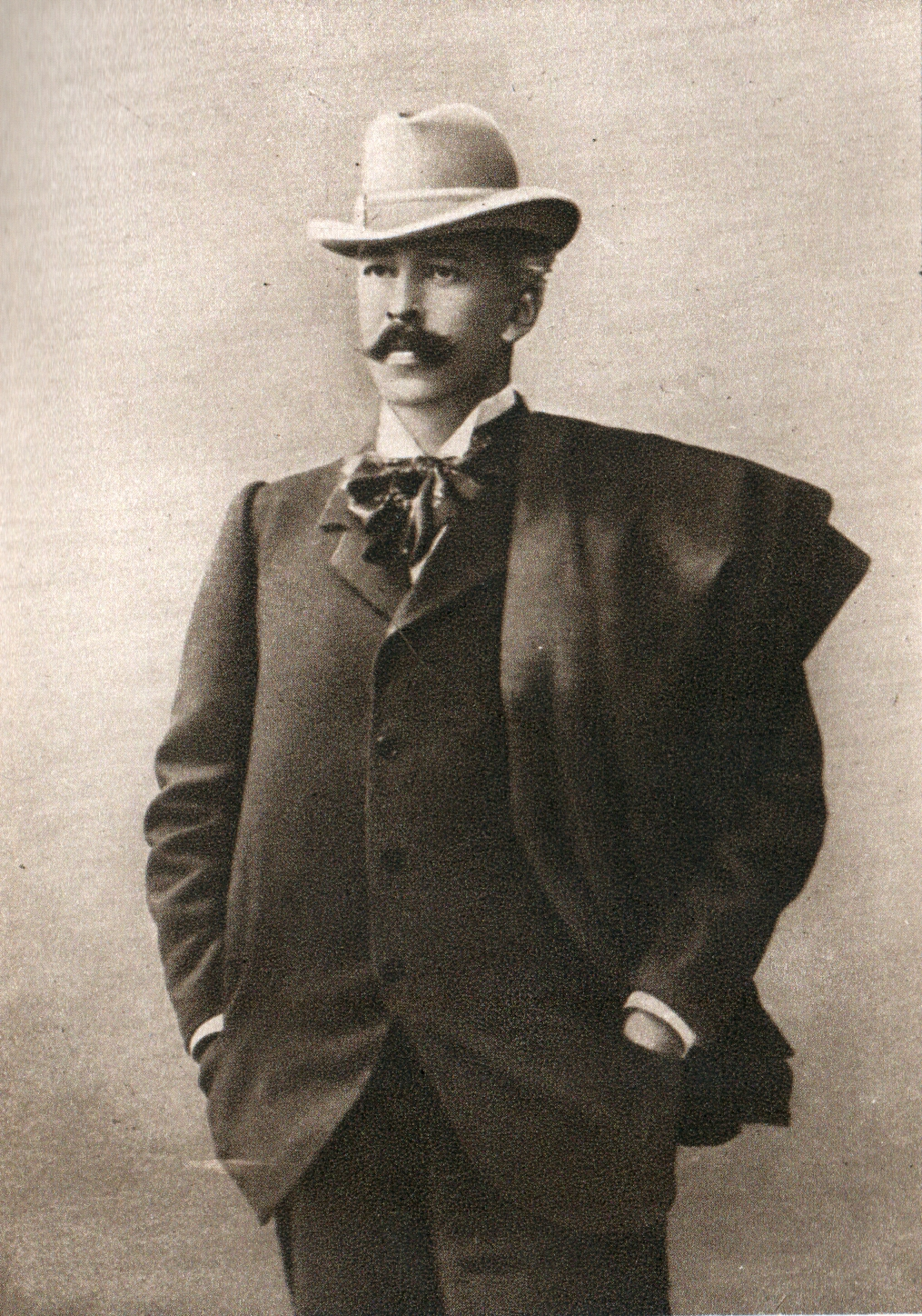
К. С. Станиславский в роли доктора Штокмана в пьесе Генрика Ибсена «Враг народа», 1900 год

«Не верю!» — фраза, ставшая легендарной в мире кино, театра и в бытовой сфере после того, как её стал употреблять в качестве режиссёрского приёма К. С. Станиславский. Также существует в виде: «Станиславский сказал бы: не верю!».
Нет единого мнения о том, что хотел сказать Станиславский своей фразой. По наиболее простой версии, режиссёр порицал ходульность, неестественность, излишнюю патетику и поощрял жизнеподобие. Критик А. М. Смелянский, указывая на недостатки этой гипотезы, предполагает, что Станиславский, наоборот, выступал против натурализма и «имитации правды», требуя от актёров внутреннего преображения, после которого они могли «видеть» жизнь глазами героя.
Многие артисты боялись услышать от Станиславского его коронную фразу. Однажды Н. О. Массалитинов, изведённый его придирками, попросил его самого сыграть эпизод и начал беспрестанно повторять: «Не верю!». Станиславский тогда выказал полную незлобивость. Сам он считал слухи о частом употреблении выражения преувеличенными и заявлял, что произносит его с позиции обыкновенного зрителя.
В более позднее время фраза употреблялась режиссёрами умеренно, чтобы не обидеть артистов. Исключение составлял Ежи Гротовский, который «строил на этом выражении свою роль в театре».

## Влияние
- Писатель М. Дурненков сочинил пьесу «Не верю», шедшую в театре имени Станиславского.
- На Московском международном кинофестивале вручается специальный приз «Верю. Константин Станиславский».
- Театральный режиссёр Иосиф Райхельгауз озаглавил фразой «Не верю!» свои мемуары.